# رکورد دائمی (فیلم)
رکورد دائمی (به انگلیسی: Permanent Record) یک فیلم سینمایی آمریکایی در ژانر درام آمریکایی محصول سال ۱۹۸۸ با بازی پاملا گیدلی، میشل میریک، کیانو ریوز، جنیفر روبین و آلن بویز است. این فیلم در مکانهایی در پورتلند، اورگن و نیوپورت، اورگن فیلمبرداری شده‌است. این فیلم در درجه اول به تأثیر عمیق خودکشی می‌پردازد، و اینکه دوستان و خانواده چگونه با اندوه روبرو می‌شوند.

## بازیگران اصلی
- کیانو ریوز به عنوان کریس تاونزند بازی می‌کند
- آلن بویز در نقش دیوید سینکلر
- میشل میریک به عنوان MG
- جنیفر رابین به عنوان لورن
- بری کوربین در نقش جیم سینکلر
- کتی بیکر نقش مارتا سینکلر
- پاملا گیدلی به عنوان کیم
- ریچارد برادفورد به عنوان لئو وردل
- مایکل الگارت در نقش داکین
- داکین متیوز به عنوان آقای مک باین
- لو رید به عنوان خودش[۳]